# Deborah Moore

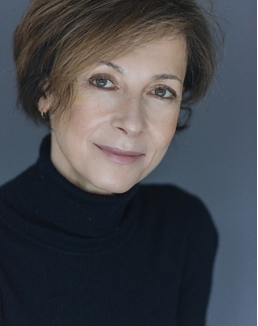

Deborah Maria Luisa Moore (* 27. Oktober 1963 in London) ist eine britische Schauspielerin. Als Tochter des Schauspielers Roger Moore trat sie wegen der Bekanntheit ihres Vaters häufig unter dem Pseudonym Deborah Barrymore auf.

## Leben und Karriere

### Privatleben
Deborah Moore ist die Tochter von Roger Moore aus dessen dritter Ehe mit Luisa Matiolli. Ihre Brüder Geoffrey Moore und Christian Moore sind ebenfalls im Filmgeschäft tätig. Von 1989 bis 1994 war sie mit Jeremy Green verheiratet.

### Karriere als Schauspielerin
Deborah Moore studierte Schauspiel an der London Academy of Music and Dramatic Art zusammen mit Rita Wilson, der Frau von Tom Hanks. Mit beiden ist sie seither eng befreundet. Moore wirkte in zahlreichen britischen Fernsehserien und Kinofilmen mit, zu Beginn an der Seite ihres Vaters, so 1971 in Die 2 und 1990 in Bullseye – Der wahnwitzige Diamanten Coup. Ihre ersten Hauptrollen hatte sie 1987 in Richard Löwenherz und die Kinder Gottes, einem von Francis Ford Coppola produzierten Spätwerk des Regisseurs Franklin J. Schaffner, und in Top Line - Das Geheimnis des Azteken-Berges an der Seite von Franco Nero. Mit Franco Nero, Capucine und Elsa Martinelli drehte sie im selben Jahr auch den Spielfilm Pygmalion 88. 1992 verkörperte sie an der Seite von Robert Downey Jr. in dem Biopic Chaplin die Schauspielerin Lita Grey. Im selben Jahr spielte sie an der Seite von Anthony Michael Hall als Maj. Goode in der Actionkomödie Into the Sun eine Hauptrolle. Eine weitere Hauptrolle übernahm sie in der kurzlebigen Fernsehserie Die Macht des Schwertes (1994).
Bekannt geworden ist ihr Cameo-Auftritt im James-Bond-Film Stirb an einem anderen Tag, in dem sie als Stewardess dem von Pierce Brosnan verkörperten britischen Agenten einen Drink serviert. 2010 war sie in der BBC-Fernsehserie Sherlock in der Folge Das große Spiel zu sehen.

## Filmografie (Auswahl)
- 1971: Die 2 – Die Jagd nach der Formel (The Persuaders!; Fernsehserie)
- 1977: Aspen (Mini-Fernsehserie)
- 1985: Operation Overkill (Warriors of the Apocalypse)
- 1987: Richard Löwenherz und die Kinder Gottes (Lionheart)
- 1988: Pygmalion 88
- 1988: Top Line – Das Geheimnis des Azteken-Berges (Top Line)
- 1989: Goldeneye – Der Mann, der James Bond war (Goldeneye; TV-Film)
- 1990: Zorro (Fernsehserie)
- 1990: Bullseye – Der wahnwitzige Diamanten Coup (Bullseye!)
- 1991: Trauma
- 1992: Into the Sun
- 1992: Chaplin
- 1992: Zeit der Sehnsucht (Days of Our Lives; Fernsehserie)
- 1993: Zurück in die Vergangenheit (Quantum Leap, Fernsehserie, Folge 05x15)
- 1994: Die Macht des Schwertes (The Wanderer)
- 1996: Jack Higgins – Das Abkommen (On Dangerous Ground; Fernsehfilm)
- 1996: London Suite
- 1997: Jack Higgins – Die Krieger (Midnight Man; Fernsehfilm)
- 1998: Merlin (Fernsehfilm)
- 2000, 2014: Doctors (Fernsehserie)
- 2001: Kensington – Das Haus der durchgeknallten Singles (South Kensington)
- 2002: James Bond 007 – Stirb an einem anderen Tag (Die Another Day)
- 2006: Provoked: A True Story
- 2007: Rom (Rome; Fernsehserie)
- 2009: Inspector Barnaby (Midsomer Murders; Fernsehserie)
- 2009: Dragon Age: Origins (Stimme)
- 2010: Sherlock: Das große Spiel (The Great Game, Fernsehfilm)
- 2011: Dragon Age 2 (Stimme)
- 2013: Casualty (Fernsehserie, Folge 27x17)
- 2015: Assassin
- 2015: Star Wars: Battlefront (Stimme)